# جون سيشنز
جون سيشنز  (بالإنجليزية: John Sessions )‏ (و. 1953 – 2 نوفمبر 2020) هو ممثل، وممثل هزلي، وممثل أفلام من المملكة المتحدة .

## التعليم
تعلم في الأكاديمية الملكية للفنون المسرحية، في تخصص تمثيل، وجامعة ماكماستر، وجامعة ويلز

## روابط خارجية
- جون سيشنز على موقع IMDb (الإنجليزية)
- جون سيشنز على موقع روتن توميتوز (الإنجليزية)
- جون سيشنز على موقع قاعدة بيانات الأفلام العربية
- جون سيشنز على موقع ألو سيني (الفرنسية)
- جون سيشنز على موقع ميوزك برينز (الإنجليزية)
- جون سيشنز على موقع أول موفي (الإنجليزية)
- جون سيشنز على موقع قاعدة بيانات الأفلام السويدية (السويدية)
- جون سيشنز على موقع ديسكوغز (الإنجليزية)
- جون سيشنز على موقع قاعدة بيانات الفيلم (الإنجليزية)
- جون سيشنز على موقع كينوبويسك (الروسية)